# Ciuperceni (Gorj)
Ciuperceni es una comuna ubicada en el distrito de Gorj, Rumania.

## Superficie
Cuenta con una superficie de 70,07 kilómetros cuadrados.

## Demografía
Hasta 2021 la población era de 1528 habitantes, con una densidad de población de 21,81 habitantes por kilómetro cuadrado.